# Zirakpur
Zirakpur è una suddivisione dell'India, classificata come nagar panchayat, di 25.006 abitanti, situata nel distretto di Sahibzada Ajit Singh Nagar, nello stato federato del Punjab. In base al numero di abitanti la città rientra nella classe III (da 20.000 a 49.999 persone).

## Geografia fisica
La città è situata a 30° 39' 22 N e 76° 49' 16 E e ha un'altitudine di 291 m s.l.m..

## Società

### Evoluzione demografica
Al censimento del 2001 la popolazione di Zirakpur assommava a 25.006 persone, delle quali 14.198 maschi e 10.808 femmine. I bambini di età inferiore o uguale ai sei anni assommavano a 3.823, dei quali 2.065 maschi e 1.758 femmine. Infine, coloro che erano in grado di saper almeno leggere e scrivere erano 15.853, dei quali 9.780 maschi e 6.073 femmine.